# Форт-Аткінсон (Вісконсин)
Форт-Аткінсон (англ. Fort Atkinson) — місто (англ. city) в США, в окрузі Джефферсон штату Вісконсин. Населення — 12 579 осіб (2020).

## Географія
Форт-Аткінсон розташований за координатами 42°55′29″ пн. ш. 88°50′41″ зх. д. / 42.92472° пн. ш. 88.84472° зх. д. (42.924620, -88.844710).  За даними Бюро перепису населення США в 2010 році місто мало площу 15,08 км², з яких 14,68 км² — суходіл та 0,40 км² — водойми.

### Клімат
| Клімат : Форт-Аткінсон  | Клімат : Форт-Аткінсон | Клімат : Форт-Аткінсон | Клімат : Форт-Аткінсон | Клімат : Форт-Аткінсон | Клімат : Форт-Аткінсон | Клімат : Форт-Аткінсон | Клімат : Форт-Аткінсон | Клімат : Форт-Аткінсон | Клімат : Форт-Аткінсон | Клімат : Форт-Аткінсон | Клімат : Форт-Аткінсон | Клімат : Форт-Аткінсон | Клімат : Форт-Аткінсон |
| Показник                | Січ.                   | Лют.                   | Бер.                   | Квіт.                  | Трав.                  | Черв.                  | Лип.                   | Серп.                  | Вер.                   | Жовт.                  | Лист.                  | Груд.                  | Рік                    |
| Абсолютний максимум, °C | 14,4                   | 19,4                   | 28,3                   | 32,2                   | 33,9                   | 38,3                   | 38,9                   | 38,9                   | 36,7                   | 31,1                   | 25,6                   | 19,4                   | 38,9                   |
| Середній максимум, °C   | −3,3                   | −0,6                   | 6,1                    | 13,9                   | 20,6                   | 26,1                   | 28,3                   | 26,7                   | 22,8                   | 16,1                   | 7,2                    | −0,6                   | 13,7                   |
| Середній мінімум, °C    | −13,3                  | −10,6                  | −4,4                   | 2,2                    | 7,8                    | 13,3                   | 16,1                   | 14,4                   | 9,4                    | 3,3                    | −2,8                   | −9,4                   | 2,2                    |
| Абсолютний мінімум, °C  | −36,1                  | −39,4                  | −30                    | −20                    | −3,9                   | 1,7                    | 3,9                    | 2,8                    | −2,2                   | −11,7                  | −23,3                  | −33,9                  | −39,4                  |
| Норма опадів, мм        | 35                     | 34                     | 53                     | 87                     | 83                     | 96                     | 100                    | 106                    | 87                     | 65                     | 63                     | 42                     | 851                    |
| ----------------------- | ---------------------- | ---------------------- | ---------------------- | ---------------------- | ---------------------- | ---------------------- | ---------------------- | ---------------------- | ---------------------- | ---------------------- | ---------------------- | ---------------------- | ---------------------- |
| Джерело:                |                        |                        |                        |                        |                        |                        |                        |                        |                        |                        |                        |                        |                        |

## Демографія
Згідно з переписом 2010 року, у місті мешкало 12 368 осіб у 5125 домогосподарствах у складі 3214 родин. Густота населення становила 820 осіб/км².  Було 5429 помешкань (360/км²).
Расовий склад населення:
| - 92,5 % — білих - 0,7 % — азіатів - 0,6 % — чорних або афроамериканців - 0,3 % — корінних американців - 4,4 % — осіб інших рас |

До двох чи більше рас належало 1,4 %. Частка іспаномовних становила 9,1 % від усіх жителів.
За віковим діапазоном населення розподілялося таким чином: 23,9 % — особи молодші 18 років, 61,5 % — особи у віці 18—64 років, 14,6 % — особи у віці 65 років та старші. Медіана віку мешканця становила 38,4 року. На 100 осіб жіночої статі у місті припадало 94,1 чоловіків;  на 100 жінок у віці від 18 років та старших — 90,3 чоловіків також старших 18 років.
Середній дохід на одне домашнє господарство  становив 63 462 долари США (медіана — 50 072), а середній дохід на одну сім'ю — 71 698 доларів (медіана — 62 212). Медіана доходів становила 41 591 долар для чоловіків та 32 897 доларів для жінок. За межею бідності перебувало 15,8 % осіб, у тому числі 23,0 % дітей у віці до 18 років та 15,9 % осіб у віці 65 років та старших.
Цивільне працевлаштоване населення становило 6111 осіб. Основні галузі зайнятості: виробництво — 22,1 %, освіта, охорона здоров'я та соціальна допомога — 21,8 %, роздрібна торгівля — 10,4 %, мистецтво, розваги та відпочинок — 9,3 %.